# Johannes Immanuel Blüher
Johannes Immanuel Blüher (* 13. Juli 1837 in Grünberg; † 9. Januar 1898 in Dorfhain) war ein deutscher lutherischer Pfarrer, Schulrektor und Autor.

## Leben und Wirken
Er war der Sohn des aus Boritz stammenden Grünberger Pfarrers Magnus Adolph Blüher (1802–1884). Nach dem Besuch der Thomasschule (ab 1850) und der Nikolaischule (ab 1855) in Leipzig studierte er von 1857 bis 1861 Theologie an der Universität Leipzig. Seine erste Anstellung erhielt er 1862 als damaliger Predigtamtskandidat in Lengenfeld (Vogtland), wo er als Schulrektor eingesetzt wurde. 1863 wechselte er als Rektor nach Neustädtel bei Schneeberg. 1865 wurde er Hospitalprediger zu St. Trinitatis in Annaberg und gleichzeitig Pfarrer zu Geyersdorf und Kleinrückerswalde. Am Jahresende 1872 wechselte er von Annaberg als Pfarrer nach Dorfhain mit Klingenberg.

## Schriften (Auswahl)
- Vortrag über die innere Mission, gehalten vor der Ephoralconferenz zu Annaberg am 16. August 1871. 1871.
- Abschiedspredigt über 1. Tim. 1, 12–17, gehalten am 1. und 2. Adventssonntage 1872. H. Graser, Annaberg 1872.